# Škoda Tudor (2002)
Škoda Tudor je koncept auta, který představila firma Škoda Auto v roce 2002 na autosalonu v Ženevě. Jedná se o dvoudveřové kupé odvozené od Superbu. Automobil byl představen pouze jako studie, bez záměru vůz vyrábět.

## Specifikace
- Motor: V6, 2771 cm³
- Výkon 193 k (142 kW)
- Zrychlení 0-100 km/h: 7,9 s
- Maximální rychlost: 237 km/h